# Línea 159 (Interurbanos Madrid)

Esquema de dársenas del intercambiador subterráneo de Plaza de Castilla

La línea 159 de la red de autobuses interurbanos de Madrid une la terminal subterránea de autobuses del Intercambiador de Plaza de Castilla con el barrio de Arroyo de la Vega de Alcobendas a través de la Autovía del Norte.

## Características
Esta línea une a los habitantes del Arroyo de la Vega en Alcobendas y a los trabajadores del Parque Empresarial del Soto de La Moraleja con el norte de Madrid y viceversa, con un recorrido que dura aproximadamente 25 min entre cabeceras.
La línea sólo presta servicio de lunes a viernes laborables.
Desde el 25 de noviembre de 2024, se anuló la parada 11334 establecida como cabecera de línea, debido a las obras que se comenzaron para añadir un tercer carril a la Avenida de la Vega que actúe como un bypass hacia la A-1.
Desde el 3 de febrero de 2025, se ampliará su itinerario desde Arroyo de la Vega hasta el sector El Juncal, con tres paradas de nueva creación. Atravesando las avenidas de Rafael Nadal y Fernando Alonso, dará servicio al cercano Centro Comercial Plaza Norte 2 y al campus de la Universidad Europea de Madrid.
Siguiendo la numeración de líneas del CRTM, las líneas que circulan por el corredor 1 son aquellas que dan servicio a los municipios situados en torno a la A-1 y comienzan con un 1. Aquellas numeradas dentro de la decena 150 corresponden a aquellas que circulan por Alcobendas y San Sebastián de los Reyes. Particularmente, los números impares en la decena 150 circulan por Alcobendas y los números pares lo hacen por San Sebastián de los Reyes.
La línea no mantiene los mismos horarios todo el año, desde el 16 de julio al 31 de agosto se reducen el número de expediciones, además de los días excepcionales vísperas de festivo y festivos de Navidad en los que los horarios también cambian y se reducen.
Está operada por la empresa Interbus mediante la concesión administrativa VCM-101 - Madrid - Alcobendas - Algete - Tamajón (Viajeros Comunidad de Madrid) del Consorcio Regional de Transportes de Madrid.

### Sublíneas
Aquí se recogen todas las distintas sublíneas que ha tenido la línea 159, incluyendo aquellas dadas de baja. La denominación de sublíneas que utiliza el CRTM es la siguiente:
- Número de línea (159)
- Sentido de circulación (1 ida, 2 vuelta)
- Número de sublínea

Por ejemplo, la sublínea 159102 corresponde a la línea 159, sentido 1 (ida) y el número 02 de numeración de sublíneas creadas hasta la fecha.
La sublínea marcada en negrita corresponde a la sublínea que realizaba cuando no era un trayecto circular, que actualmente se encuentra dada de baja.
| Ida    | Ruta                           | Itinerario                               | Vuelta | Ruta                              | Itinerario                            |
| 159101 | -                              | Madrid - El Juncal - Madrid              | 159201 | -                                 | Arroyo de la Vega - Madrid            |
| 15910x | avf                            | Madrid - El Juncal (Av. Fernando Alonso) | 15920x | No existe la ruta "avf" de vuelta | No existe la ruta "avf" de vuelta     |
| 15910x | No existe la ruta "avr" de ida | No existe la ruta "avr" de ida           | 15920x | avr                               | El Juncal (Av. Rafael Nadal) - Madrid |

## Horarios

### 1 septiembre - 15 julio
NOTA: A menos de que se indique lo contrario, los horarios de "vuelta" son el paso aproximado por la parada 11793 en la avenida de la Vega ya que se trata de una línea circular.
| Lunes a viernes laborables |                            |                            |                            |                            |                            |                            |                            |                            |                            |                            |                            |                            |                            |                            |                            |                            |                            |                            |                            |                            |                            |                            |                            |                            |                            |                            |                            |                            |                            |                            |                            |                            |                            |                            |
| Madrid > Arroyo de la Vega | Madrid > Arroyo de la Vega | Madrid > Arroyo de la Vega | Madrid > Arroyo de la Vega | Madrid > Arroyo de la Vega | Madrid > Arroyo de la Vega | Madrid > Arroyo de la Vega | Madrid > Arroyo de la Vega | Madrid > Arroyo de la Vega | Madrid > Arroyo de la Vega | Madrid > Arroyo de la Vega | Madrid > Arroyo de la Vega | Madrid > Arroyo de la Vega | Madrid > Arroyo de la Vega | Madrid > Arroyo de la Vega | Madrid > Arroyo de la Vega | Madrid > Arroyo de la Vega | Madrid > Arroyo de la Vega | Arroyo de la Vega > Madrid | Arroyo de la Vega > Madrid | Arroyo de la Vega > Madrid | Arroyo de la Vega > Madrid | Arroyo de la Vega > Madrid | Arroyo de la Vega > Madrid | Arroyo de la Vega > Madrid | Arroyo de la Vega > Madrid | Arroyo de la Vega > Madrid | Arroyo de la Vega > Madrid | Arroyo de la Vega > Madrid | Arroyo de la Vega > Madrid | Arroyo de la Vega > Madrid | Arroyo de la Vega > Madrid | Arroyo de la Vega > Madrid | Arroyo de la Vega > Madrid | Arroyo de la Vega > Madrid |
| 06                         | 07                         | 08                         | 09                         | 10                         | 11                         | 12                         | 13                         | 14                         | 15                         | 16                         | 17                         | 18                         | 19                         | 20                         | 21                         | 22                         | 23                         | 07                         | 08                         | 09                         | 10                         | 11                         | 12                         | 13                         | 14                         | 15                         | 16                         | 17                         | 18                         | 19                         | 20                         | 21                         | 22                         | 23                         |
| 45                         | 00 15 22 30 45 55          | 00 10 15 30 30r 45         | 00 15 45                   | 15 45                      | 15 45                      | 15 45                      | 15 45                      | 15 45                      | 15 45                      | 15 45                      | 15 45                      | 15 45                      | 15 45                      | 15 45                      | 15 45                      | 15 45                      | 30                         | 00 10 20 40 55             | 10 25 40                   | 00 35                      | 05 35                      | 05 35                      | 05 35                      | 05 35                      | 05 35                      | 05 35                      | 05 35                      | 05 35                      | 05 35                      | 05 35                      | 05 35                      | 00 30                      | 00 30                      | 00                         |
| r Refuerzo                 |                            |                            |                            |                            |                            |                            |                            |                            |                            |                            |                            |                            |                            |                            |                            |                            |                            |                            |                            |                            |                            |                            |                            |                            |                            |                            |                            |                            |                            |                            |                            |                            |                            |                            |

### 16 julio - 31 agosto
NOTA: A menos de que se indique lo contrario, los horarios de "vuelta" son el paso aproximado por la parada 11793 en la avenida de la Vega ya que se trata de una línea circular.
| Lunes a viernes laborables |                            |                            |                            |                            |                            |                            |                            |                            |                            |                            |                            |                            |                            |                            |                            |                            |                            |                            |                            |                            |                            |                            |                            |                            |                            |                            |                            |                            |                            |                            |                            |                            |                            |                            |
| Madrid > Arroyo de la Vega | Madrid > Arroyo de la Vega | Madrid > Arroyo de la Vega | Madrid > Arroyo de la Vega | Madrid > Arroyo de la Vega | Madrid > Arroyo de la Vega | Madrid > Arroyo de la Vega | Madrid > Arroyo de la Vega | Madrid > Arroyo de la Vega | Madrid > Arroyo de la Vega | Madrid > Arroyo de la Vega | Madrid > Arroyo de la Vega | Madrid > Arroyo de la Vega | Madrid > Arroyo de la Vega | Madrid > Arroyo de la Vega | Madrid > Arroyo de la Vega | Madrid > Arroyo de la Vega | Madrid > Arroyo de la Vega | Arroyo de la Vega > Madrid | Arroyo de la Vega > Madrid | Arroyo de la Vega > Madrid | Arroyo de la Vega > Madrid | Arroyo de la Vega > Madrid | Arroyo de la Vega > Madrid | Arroyo de la Vega > Madrid | Arroyo de la Vega > Madrid | Arroyo de la Vega > Madrid | Arroyo de la Vega > Madrid | Arroyo de la Vega > Madrid | Arroyo de la Vega > Madrid | Arroyo de la Vega > Madrid | Arroyo de la Vega > Madrid | Arroyo de la Vega > Madrid | Arroyo de la Vega > Madrid | Arroyo de la Vega > Madrid |
| 06                         | 07                         | 08                         | 09                         | 10                         | 11                         | 12                         | 13                         | 14                         | 15                         | 16                         | 17                         | 18                         | 19                         | 20                         | 21                         | 22                         | 23                         | 07                         | 08                         | 09                         | 10                         | 11                         | 12                         | 13                         | 14                         | 15                         | 16                         | 17                         | 18                         | 19                         | 20                         | 21                         | 22                         | 23                         |
| 45                         | 10 20 35 50                | 00 10 25 40 50             | 15 55                      | 35                         | 15 55                      | 35                         | 15 55                      | 35                         | 15 55                      | 35                         | 15 55                      | 35                         | 15 55                      | 25                         | 15 55                      | 35                         | 15                         | 05 30 40 55                | 10 20 30 45                | 00 10 30                   | 10 50                      | 30                         | 10 50                      | 30                         | 10 50                      | 05 30                      | 10 30 50                   | 10 30                      | 10 50                      | 30                         | 10 50                      | 30                         | 10                         | 00                         |

## Recorrido y paradas
La línea inicia su recorrido en el intercambiador subterráneo de Plaza de Castilla, en la dársena 22, en este punto se establece correspondencia con todas las líneas de los corredores 1 y 7 con cabecera en el intercambiador de Plaza de Castilla. En la superficie efectúan parada varias líneas urbanas con las que tiene correspondencia, y a través de pasillos subterráneos enlaza con las líneas 1, 9 y 10 del Metro de Madrid.
Tras abandonar los túneles del intercambiador subterráneo, la línea sale al Paseo de la Castellana, donde tiene una primera parada frente al Hospital La Paz (subida de viajeros). A partir de aquí sale por la M-30 hasta el nudo de Manoteras y toma la A-1.
En la vía de servicio tiene 4 paradas que prestan servicio al área industrial y empresarial de la A-1 hasta llegar al km. 15, donde toma la salida hacia el Parque Empresarial del Soto de La Moraleja
Dentro de dicho área empresarial, atraviesa la Calle de la Caléndula y la Avenida de Bruselas y efectúa parada junto a la Estación de La Moraleja. A continuación pasa bajo la A-1 y discurre por la Avenida de la Vega hasta su cabecera junto a la Urbanización Fuente del Hito.
El recorrido en sentido Madrid es igual al de ida pero en sentido contrario excepto en determinados puntos:
- En la vía de servicio de la A-1 realiza adicionalmente las paradas 06864 - Carretera A-1 - El Encinar de los Reyes y 3265 - Avenida de Burgos Nº87 - Paso Elevado. Las parejas de las paradas 06864 y 3265 no se realizan a la ida.

| Código | Zona | Localidad  | Denominación                                                 | Ubicación                                        | Líneas de la parada | Metro             |
| --- | ---- | ---------- | ------------------------------------------------------------ | ------------------------------------------------ | --- | ----------------- |
| 17472M |      | Madrid     | Intercambiador de Plaza de Castilla - Dársena 22             | Avenida de Asturias Nº2                          | 159 | Plaza de Castilla |
| 3253 |      | Madrid     | Paseo de la Castellana - Hospital La Paz                     | Paseo de la Castellana Nº304 - Acceso Nudo Norte | 173 174 176 151 152C 153 154C 155 155B 156 157 157C 159 161 171 181 182 183 184 185 191193194195196197N101 N102 N103 N104 | Begoña            |
| 3261 |      | Madrid     | Avenida de Burgos - Avenida de Francisco Pi y Margall        | Avenida de Burgos km. 10,3                       | 173 174 176 151 152C 153 154C 155 155B 156 157 157C 159 161 171 181 182 183 184 185 N101 N102 N103                        |                   |
| 06686 |      | Madrid     | Avenida de Burgos - Centro Comercial Sanchinarro             | Avenida de Burgos Nº133                          | 151 152C 153 154C 155 156 157 157C 158 159 161 171 181 182 183 184 185 N101 N102 N103                                     |                   |
| 06687 |      | Madrid     | Avenida de Burgos - Dominicos                                | Avenida de Burgos km. 11,3                       | 151 152C 153 154C 155 156 157 157C 158 159 161 171 181 182 183 184 185 N101 N102 N103                                     |                   |
| 06689 |      | Alcobendas | Carretera A-1 - Calle de Cuesta Blanca                       | Carretera de Irún km. 13,7                       | 151 152C 153 154C 156 158 159 161 171 181 182 183 184 185 N101 N102 N103                                                  |                   |
| 12239 |      | Alcobendas | Calle de la Caléndula - Calle de la Yuca                     | Calle de la Caléndula Nº141                      | 159 N101 N102 |                   |
| 12237 |      | Alcobendas | Calle de la Caléndula - Residencial Minipark                 | Calle de la Caléndula Nº180                      | 159 N101 N102 |                   |
| 12094 |      | Alcobendas | Avenida de Bruselas - Centro Empresarial                     | Avenida de Bruselas Nº33                         | 159 N101 N102 9 |                   |
| 12930 |      | Alcobendas | Avenida de Bruselas - Centro Comercial                       | Avenida de Bruselas Nº27                         | 159 N101 N102 9 |                   |
| 11799 |      | Alcobendas | Avenida de Bruselas - Estación de La Moraleja                | Avenida de Bruselas Nº15                         | 159 N102 9 10 | La Moraleja       |
| 11797 |      | Alcobendas | Avenida de Bruselas - Calle de la Salvia                     | Avenida de Bruselas Nº5                          | 159 N102 9 10 |                   |
| 11795 |      | Alcobendas | Avenida de La Vega - Calle de Francisca Delgado              | Avenida de La Vega Nº13                          | 159 N101 N102 2 5 9 10 |                   |
| 11793 |      | Alcobendas | Avenida de La Vega - Calle de Anabel Segura                  | Avenida de La Vega Nº7                           | 159 N101 N102 2 5 9 10 |                   |
| A partir de aquí comienza el servicio de vuelta, y se cambian los carteles electrónicos hacia Madrid. La hora de paso por esta parada es aproximadamente 25 minutos después de salir de Madrid |      |            |                                                              |                                                  | |                   |
| Los servicios desde la Avenida de Rafael Nadal comienzan aquí |      |            |                                                              |                                                  | |                   |
| 21280 |      | Alcobendas | Avenida de Rafael Nadal - Calle de Teresa Perales            | Avenida de Rafael Nadal Nº12                     | 159 |                   |
| 21281 |      | Alcobendas | Avenida de Rafael Nadal - Calle de Francisco Fernández Ochoa | Avenida de Rafael Nadal Nº14                     | 159 |                   |
| 21282 |      | Alcobendas | Avenida de Fernando Alonso - Universidad Europea             | Avenida de Fernando Alonso Nº3                   | 159 |                   |
| Los servicios hasta la Avenida de Fernando Alonso comienzan aquí |      |            |                                                              |                                                  | |                   |
| 11333 |      | Alcobendas | Avenida de La Vega - Avenida de Barajas                      | Avenida de La Vega Nº2                           | 159 N102 2 9 11 |                   |
| 11792 |      | Alcobendas | Avenida de La Vega - Calle de Anabel Segura                  | Avenida de La Vega Nº8                           | 159 N102 2 9 11 |                   |
| 18283 |      | Alcobendas | Calle de Francisca Delgado - Avenida de La Vega              | Calle de Francisca Delgado Nº7                   | 159 N102 9 11 |                   |
| 11796 |      | Alcobendas | Avenida de Bruselas - Calle de Francisca Delgado             | Avenida de Bruselas Nº6                          | 159 N102 9 11 |                   |
| 11798 |      | Alcobendas | Avenida de Bruselas - Estación de La Moraleja                | Avenida de Bruselas Nº14                         | 159 N102 9 11 | La Moraleja       |
| 12929 |      | Alcobendas | Avenida de Bruselas - Centro Comercial                       | Avenida de Bruselas Nº26                         | 159 N102 9 |                   |
| 12093 |      | Alcobendas | Avenida de Bruselas - Centro Empresarial                     | Avenida de Bruselas Nº34                         | 159 N102 9 |                   |
| 12236 |      | Alcobendas | Calle de la Caléndula - Residencial Minipark                 | Calle de la Caléndula Nº95                       | 159 N102 |                   |
| 12238 |      | Alcobendas | Calle de la Caléndula - Calle de la Yuca                     | Calle de la Caléndula Nº87                       | 159 N102 |                   |
| 06863 |      | Alcobendas | Carretera A-1 - Calle de Cuesta Blanca                       | Carretera de Irún km. 14,2                       | 151 152C 153 154C 156 158 159 161 171 181 182 183 184 185 N101 N102 N103                                                  |                   |
| 06864 |      | Alcobendas | Carretera A-1 - El Encinar de los Reyes                      | Carretera de Irún km. 13                         | 151 152C 153 154C 155 156 158 159 161 171 181 182 183 184 185 N101 N102 N103                                              |                   |
| 06865 |      | Madrid     | Avenida de Burgos - Dominicos                                | Avenida de Santo Domingo de la Calzada Nº1       | 151 152C 153 154C 155 156 157 157C 158 159 161 171 181 182 183 184 185 N101 N102 N103                                     |                   |
| 50000 |      | Madrid     | Avenida de Burgos - Centro Financiero                        | Avenida de Burgos Nº135                          | 151 152C 153 154C 155 156 157 157C 158 159 161 171 181 182 183 184 185 N101 N102 N103                                     |                   |
| 3602 |      | Madrid     | Avenida de Burgos Nº93                                       | Avenida de Burgos km. 10,1                       | 173 174 176 SE833 151 152C 153 154C 155 155B 156 157 157C 159 161 171 181 182 183 184 185 N101 N102 N103                  |                   |
| 3265 |      | Madrid     | Avenida de Burgos Nº87 - Paso Elevado                        | Avenida de Burgos Nº87                           | 173 174 176 SE833 151 152C 153 154C 155 155B 156 157 157C 159 161 171 181 182 183 184 185 N101 N102 N103                  |                   |
| 10550 |      | Madrid     | Paseo de la Castellana - Hospital La Paz                     | Paseo de la Castellana Nº296                     | 151 152C 153 154C 155 155B 156 157 157C 159 161 181 182 183 184 185 191193194195196197N101 N102 N103 N104                 | Begoña            |
| 17472 |      | Madrid     | Intercambiador de Plaza de Castilla                          | Avenida de Asturias Nº2                          | Descenso en las dársenas 8, 9 y 10.                                                                                       | Plaza de Castilla |